# Grüner See (sjö i Österrike, Tyrolen)
Grüner See är en sjö i Österrike.   Den ligger i förbundslandet Tyrolen, i den centrala delen av landet, 300 km väster om huvudstaden Wien. Grüner See ligger 2 250 meter över havet.
Trakten runt Grüner See består i huvudsak av gräsmarker. Runt Grüner See är det ganska glesbefolkat, med 26 invånare per kvadratkilometer.